# Одолянув (гміна)
Гміна Одолянув (пол. Gmina Odolanów) — місько-сільська гміна у північно-західній Польщі. Належить до Островського повіту Великопольського воєводства.
Станом на 31 грудня 2011 у гміні проживало 14274 особи.

## Територія
Згідно з даними за 2007 рік площа гміни становила 136.03 км², у тому числі:
- орні землі: 71.00 %
- ліси: 21.00 %

Таким чином, площа гміни становить 11.72 % площі повіту.

## Населення
Станом на 31 грудня 2011:
| Опис     | Загалом | Загалом | Чоловіки | Чоловіки | Жінки | Жінки |
| -------- | ------- | ------- | -------- | -------- | ----- | ----- |
| одиниця  | осіб    | %       | осіб     | %        | осіб  | %     |
| все      | 14274   | 100     | 7122     | 49.89    | 7152  | 50.11 |
| міське   | 5098    | 100     | 2528     | 49.59    | 2570  | 50.41 |
| сільське | 9176    | 100     | 4594     | 50.07    | 4582  | 49.93 |

## Сусідні гміни
Гміна Одолянув межує з такими гмінами: Мілич, Острув-Велькопольський, Пшиґодзіце, Сосне, Сульмежице.